# Instituto de Medicina de Rehabilitación y del Deporte
El Instituto de Medicina de Rehabilitación y del Deporte será un centro hospitalario público peruano que estará situado en el distrito de San Juan de Miraflores en Lima en un terreno de más de 22 mil m² y administrado por EsSalud. Se espera que este listo para el año 2019.
El instituto brindará el servicio de medicina física para deportistas y asegurados.